# Șceaslîve, Berezanka
Șceaslîve (în ucraineană Щасливе) este o comună în raionul Berezanka, regiunea Mîkolaiiv, Ucraina, formată numai din satul de reședință.

## Demografie
Componența lingvistică a comunei Șceaslîve
     Ucraineană (93,35%)
     Rusă (5,44%)
     Alte limbi (0,65%)
Conform recensământului din 2001, majoritatea populației comunei Șceaslîve era vorbitoare de ucraineană (93,35%), existând în minoritate și vorbitori de rusă (5,44%).